# Adi Kadi Vav

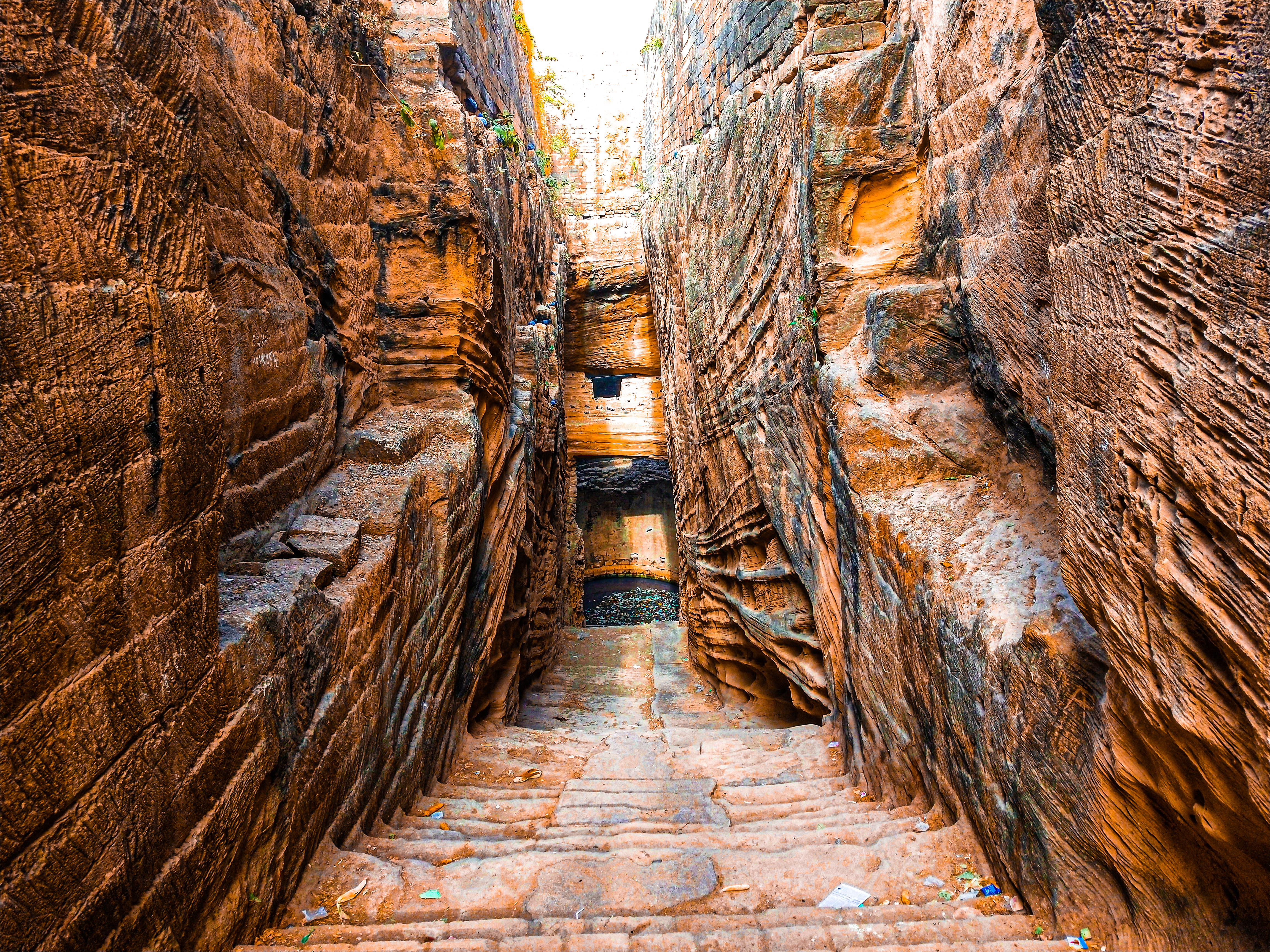
Adi Kadi Vav

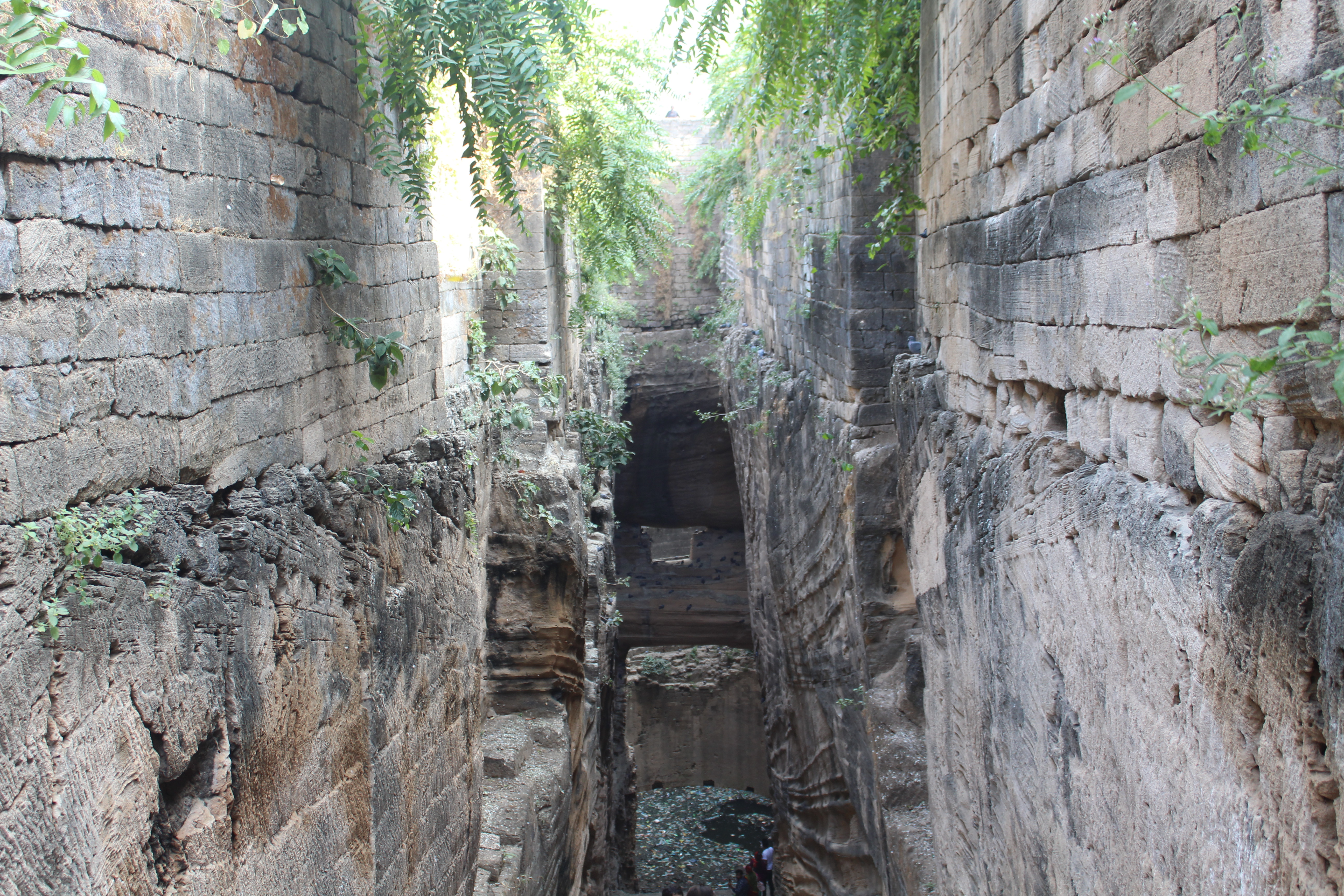
Adi Kadi Vav – Stufenbrunnen

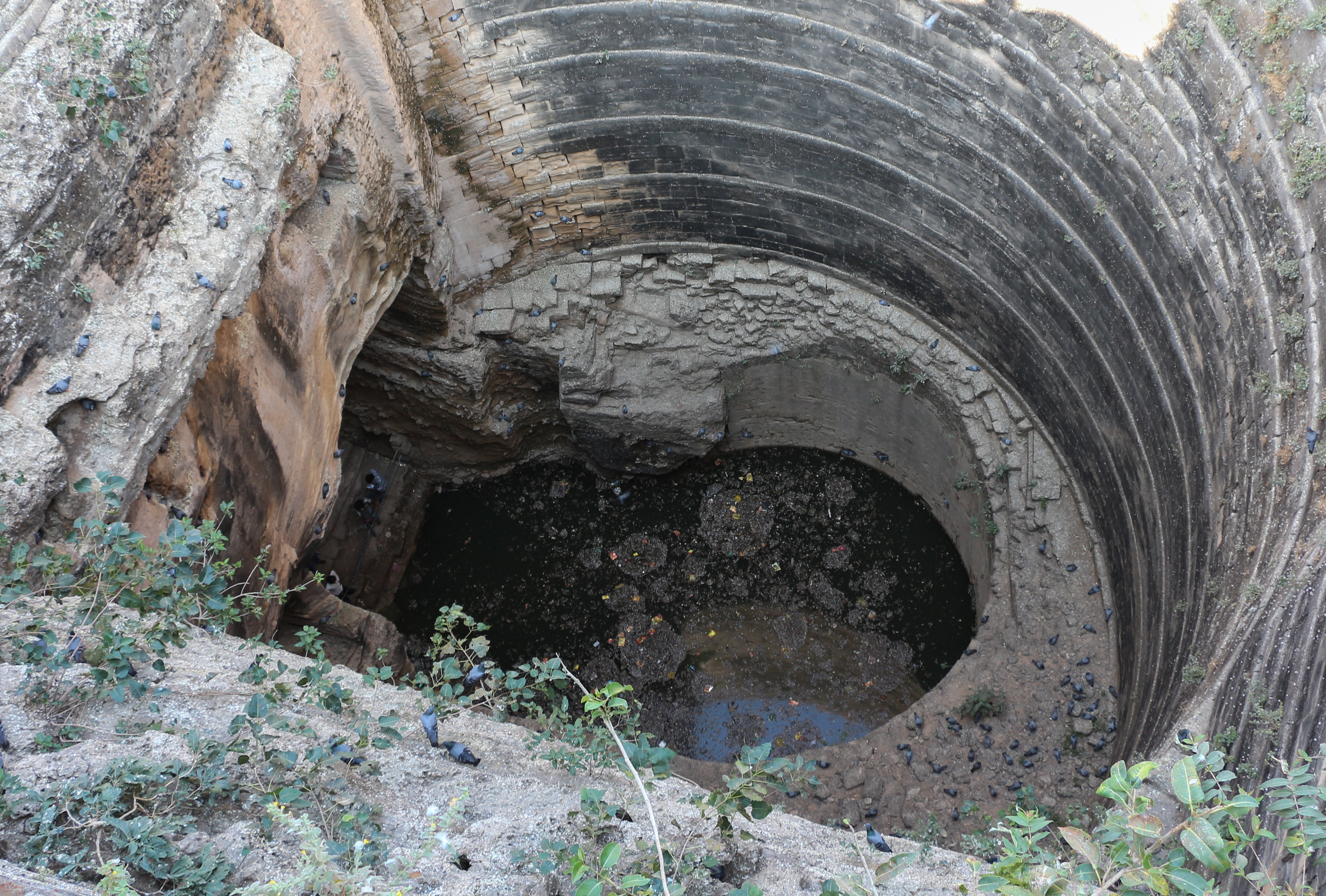
Adi Kadi Vav – nachträglich ausgemauerter Brunnenschacht

Der Adi Kadi Vav (Gujarati અડી કડી વાવ) ist ein von Hand in das natürlich anstehende Felsgestein hineingetriebener und nur teilweise ausgemauerter Stufenbrunnen im Osten der Großstadt Junagadh im indischen Bundesstaat Gujarat.

## Lage
Der etwa 20 m tief in den Fels gehauene Adi Kadi Vav liegt etwa 1,5 km östlich der Innenstadt von Junagadh im Bereich des Uparkot-Forts am Fuß des Mount Girnar auf einer Höhe von ca. 100 m. Etwa 200 m südwestlich befindet sich das ehemals buddhistische und ebenfalls zum Teil in den Fels gehauene Uparkot-Mönchskloster. Ein weiterer Stufenbrunnen, der Navghan Kuvo, liegt etwa 300 m südlich. Etwa 1 km östlich befindet sich ein Gebäude mit einem in einen Felsblock gehauenen Ashoka-Edikt im Innern.

## Geschichte und Legende
Der oder die Auftraggeber des Stufenbrunnens sind nicht bekannt; die Datierungen reichen vom 10. bis zum 15. Jahrhundert. Eine Quelle behauptet sogar eine Entstehung in vorchristlicher Zeit und einen Weiterbau im 10. Jahrhundert. Der Brunnen dürfte bis in die erste Hälfte des 20. Jahrhunderts genutzt worden sein.
Unmittelbar nach Fertigstellung des unterirdischen Bauwerks wurde kein Wasser gefunden; auf Anweisung eines Brahmanen wurden daraufhin zwei unverheiratete Mädchen mit Namen „Adi“ und „Kadi“ geopfert. Eine andere Legende berichtet von zwei Mädchen bzw. Frauen, die hier jeden Tag Wasser holten.

## Architektur
Der größte Teil der Brunnenanlage ist von Hand in den Fels getrieben; lediglich einige wenige Teile (darunter die Auskleidung des eigentlichen Brunnens und Teile der Treppe) sind gemauert. Der Brunnen ist ca. 37,50 m tief und etwa 60 m lang; ca. 120 Treppenstufen führen nach unten.